# Хванге
Хванге (енгл. Hwange) је град у Зимбабвеу 300 km северозападно од Булаваја.
Град се развио око рудника угља и производње електричне енергије.